# Germasino
Germasino – dawna miejscowość i gmina we Włoszech, w regionie Lombardia, w prowincji Como.
Według danych na rok 2004 gminę zamieszkiwało 255 osób, 14,2 os./km².
W 2011 r. gmina została zlikwidowana i przyłączona do gminy Gravedona.